# Paragnapha
Paragnapha is een geslacht van rechtvleugeligen uit de familie sabelsprinkhanen (Tettigoniidae). De wetenschappelijke naam van dit geslacht is voor het eerst geldig gepubliceerd in 1923 door Willemse.

## Soorten
Het geslacht Paragnapha  is monotypisch en omvat slechts de volgende soort:
- Paragnapha insularis (Willemse, 1923)